# قلوس
القلوس أو الجالس (باللاتينية: Calix) دخيل لاتيني مبكر في العربية، تكرر في مخطوطات علم الحيل، استعمله فرونتيونس أصلا بمعنى مجرى مائي مرفوع، ولكنه جاء في ترجمة أيرن المجانقي وبابوس السكندري بمعنى حبل، وعند سنان بن ثابت بمعنى عتلة.